# Hägerstads gamla kyrka

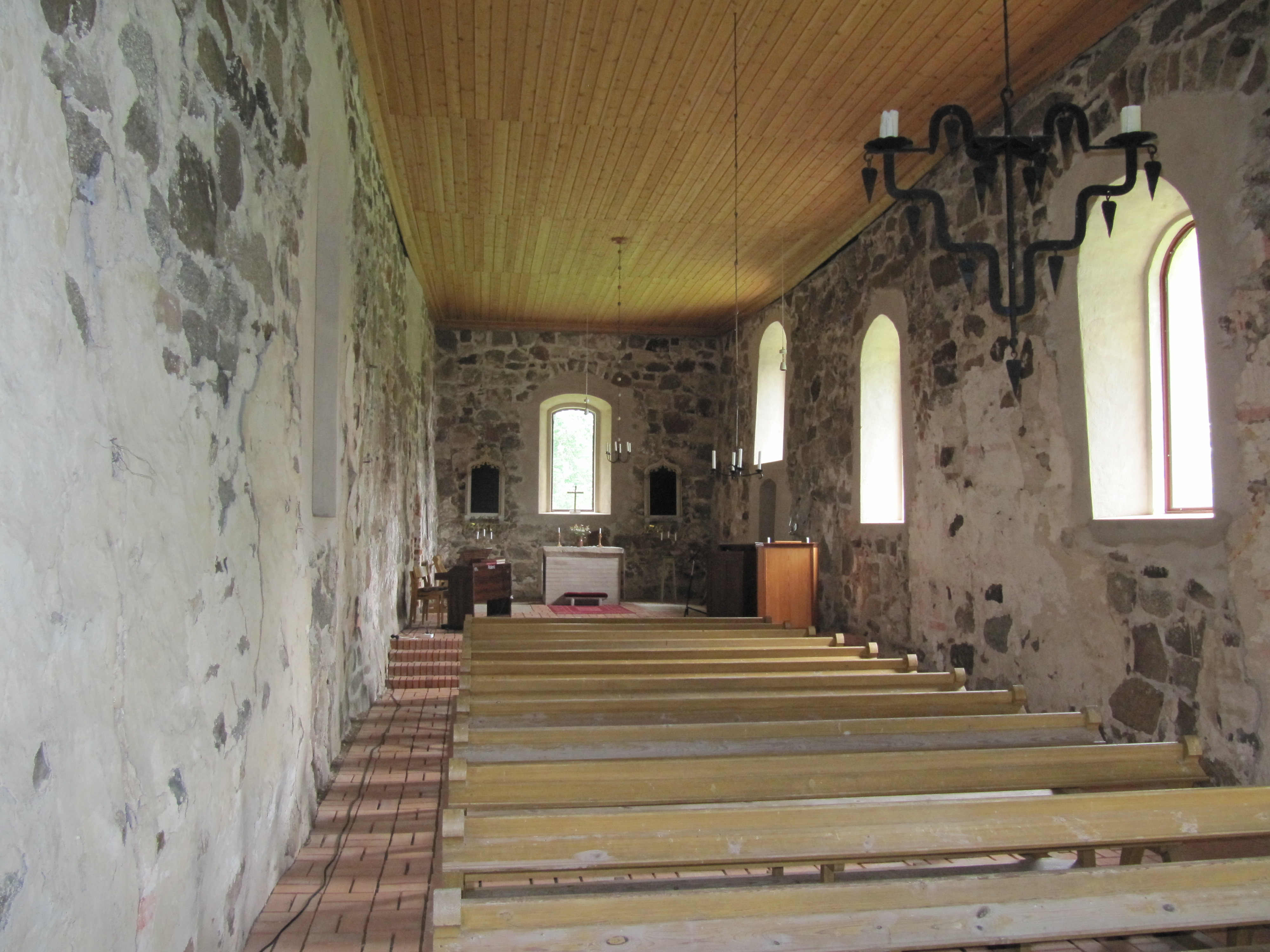
Kyrkorum

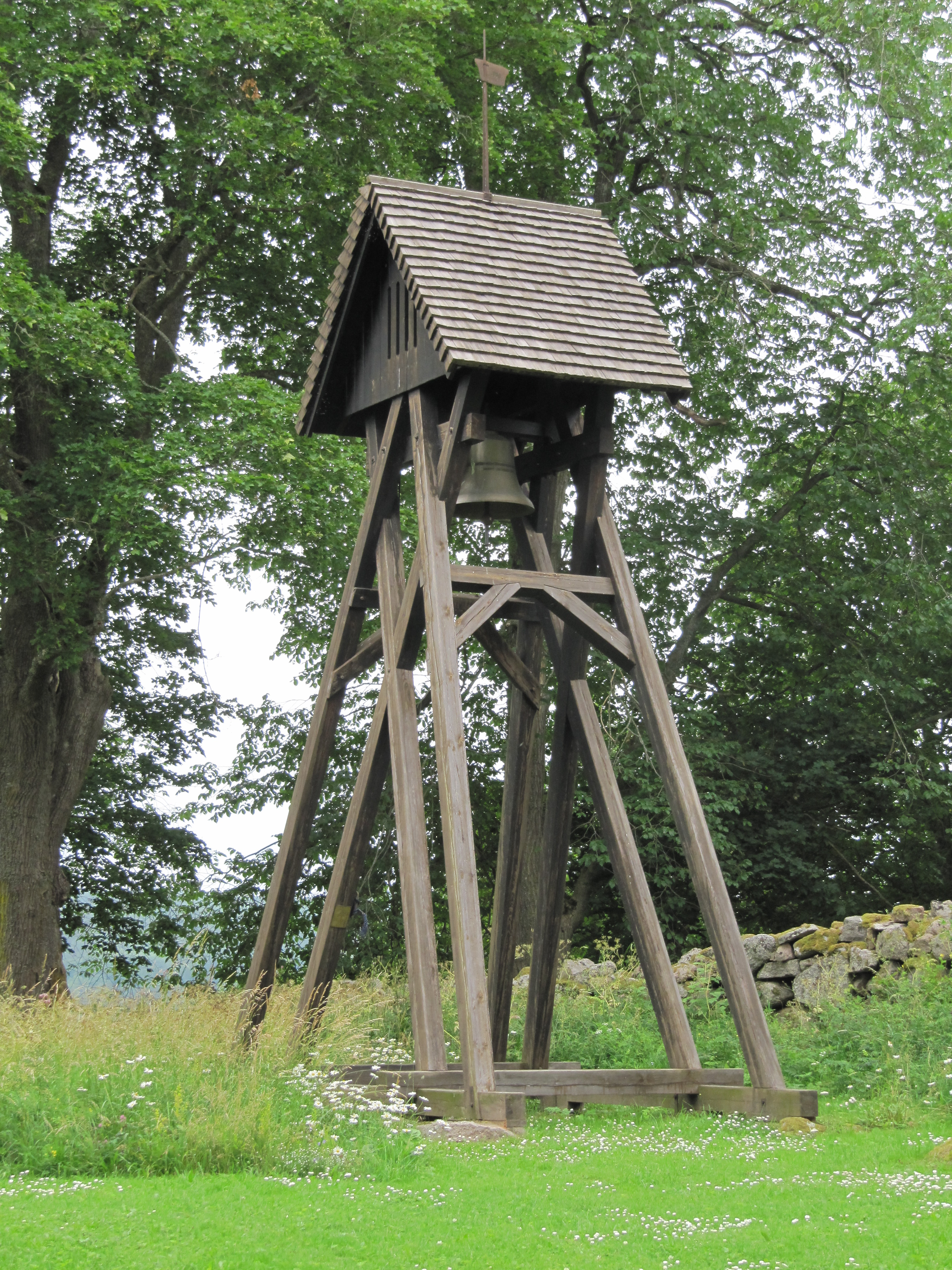
Klockstapel

Hägerstads gamla kyrka är en kyrkobyggnad i Hägerstads socken i Kinda kommun. Den tillhör Rimforsa församling i Linköpings stift. Kyrkan ligger två mil nordöst om Kisa och en mil sydost om Rimforsa.

## Kyrkobyggnaden
Hägerstads gamla kyrka ligger strax väster om sjön Striern, kringgärdad av åldriga almar och lönnar. Den är uppförd av natursten med blottade murar och täcks av ett spånklätt sadeltak. I fönsterbågarna har monterats akrylplast. Kyrkobyggnaden består av ett rektangulärt långhus med rakt avslutat korparti av samma bredd och en vidbyggd sakristia i norr. Ingången är belägen på långhusets södra sida.
Invändigt är kyrkan försedd med nytt tegelgolv och nytt undertak av trä.  I koret finns, förutom altaret, två gravhällar och i norra kormuren rester av ett sakramentsskåp. På epistelsidan vidare en talarstol i brunt trä och mitt emot på evangeliesidan ett harmonium. Bänkarna i långhuset härstammar från ett missionshus.  

## Historik
Den gamla romanska kyrkan uppfördes ursprungligen under 1100-talets senare del eller i början av 1200-talet. Den byggdes i gråsten och bestod av ett rektangulärt långhus med ett smalare rakt avslutat kor. Det var en liten kyrka, cirka 20 meter lång och 9 meter bred. Senare under medeltiden, förmodligen under 1400-talet, byggdes den till åt öster, så att den blev 33 meter lång. Mot slutet av medeltiden uppfördes ett vapenhus i trä på långhusets södra sida. 
År 1602 befanns kyrkan för liten, varför det ursprungliga smalare och rakslutna koret revs och ersattes av ett nytt kor av samma bredd som långhuset. Denna ombyggnad bekostades av församlingens kyrkoherde Canutus Danonis (1570-1638). I kyrkoboken noterades: "Thett Effterskrifne hafver iagh Canutus i kyrkia byggia låtit, nemblige choren medh min bekostnadt, eftir ther ingen warit hadhe tillförene. När kyrkian målates höldt iagh målaren kosten Gratis från våren till sidhösten." Detta var åren 1608-1609. Sannolikt tillkom ganska snart därefter en tunnvälvd sakristia på kyrkans norra sida. Möjligen fanns det målningar redan i det medeltida kyrkorummet, men år 1608 försåg Matz målare från Linköping kyrkan med nya kalkmålningar. På södra långhusväggen en scen med Sankt Göran och draken och i bakgrunden en borg där prinsessan var inspärrad. Matz målare dekorerade även det horisontella innertaket, där han i renässansstil skapade 58 eller 59 tavlor med motiv ur Bibelns Gamla testamente.
År 1608 revs vapenhuset och ett nytt uppfördes och år 1742 gjordes fönstren större, varefter dessa omramades med draperimålningar. Under 1700-talet byggdes ett sockenmagasin vid kyrkan.
Carl Fredric Broocman, som besökte Hägerstad i mitten av 1700-talet, skriver: "Kyrkan, som är 36 alnnar lång och 9 och en half aln bred, är belägen 4 och en half mil ifrån Linköping, och står på Krono grund, Wäster om Sjön Stridern, ther marken är något högländ. Uti henne äro twänne wid hwarandra upstälde Altartaflor, af hwilka then til höger är förärad från Grensholms fordna Hoff-Kyrka af Hans Excell. Kongl. Råd. och Grefwen Jacob Spens. The äro hwarannan helt lika, föreställandes uti wäl förgyldta bilder 3 gamla Män och twänne Qwinnor, som hafwa ett barn emellan sig, hwilket griper efter ett äple, och är St. Sigfrids Historia med mera afbildad på them. Prädikstolen, af Snickare-arbete, ses wara upsatt år 1681, tå han ock blifwit målad och förgyld; och är han utzirad med Frälsarens, Matthæi, Andreæ, Johannis och Petri bilder. Taket inuti kyrkan, med bräder paneladt, är så wäl som murarna målad med åtskilliga Bibliska Historier. Hon är ock beprydd med Öfwerste-Lieutnanten Lovis Svanestiernas och Justiæ Præsidentens i Norrköping, Daniel Leijonstiernas Hufwud-Banerer. Uti Sacristian förwares ett högt och ganska smalt Sten-Krus, som är åskådanswärdt, emedan Hoppets, Lucretia och Judits bilder äro ganska nätt och wäl ritade ther omkring. Intet Torn är wid Kyrkon, utan hänga Klockorna uti Trästapel, som blifwit upsatt år 1725, och hafwa the inga påskrifter.
År 1761 kan man i ett protokoll läsa om väggmålningarnas öde: "Murarna hwitlimmades innantill med Pastors kostnad af god wilja." (Trots "vitlimningen" har de flesta målningarna vittrat sönder, så att nu endast några fragment återstår.) Under 1760-talet omgöts de båda kyrkklockorna.
Redan 1791 ansågs kyrkan så bristfällig att den dömdes ut och en fond bildades för byggande av ny kyrka. År 1813 var ett förslag uppe att slopa kyrkan i Hägerstad och i stället stödja en tillbyggnad av Oppeby kyrka. Detta förslag förföll och i stället gjordes några mindre reparationer av den gamla kyrkan. År 1850 besökte kulturhistorikern och fornforskaren Nils Månsson Mandelgren Hägerstad och ritade av takmålningarna. År 1864 påbörjades en ny kyrka cirka 700 meter sydväst om den gamla kyrkplatsen. Då denna blev klar 1866 överfördes en stor del av den tidigare kyrkans inventarier dit, varefter den gamla byggnaden gick ett snabbt förfall till mötes.
År 1892 kom en ny kyrkoherde till Hägerstads pastorat, prosten Anders Reinhold Alvin (1847-1928). Han uppmärksammade de kvarvarande inventarierna och målningarna i kyrkan och anmälde förhållandena till riksantikvarien, som skickade en observatör. Efter ett besök på platsen år 1893 meddelades "att inga åtgärder för byggnadens bevarande borde vidtagas, utan blott inventarierna tillvaratagas". Följden blev att predikstolen och ett av de medeltida altarskåpen överlämnades till Historiska museet i Stockholm. Den medeltida dopfunten hade redan flyttats över till den nya kyrkan. Kyrkoherden tog själv hand om det bemålade innertaket och förvarade det i prästgården. 
År 1895 var det synbarligen slut med Hägerstads gamla kyrka. Det förfallna taket revs och allt trävirke och återstående inventarier fördes bort. Trävirket köptes upp av en byggmästare för 57 kronor och kyrkan iordningställdes som en ruin. 
Under 1920-talet hade det kommit nytt folk på Riksantikvarieämbetet och det hade växt fram en annan syn på historien. Man insåg att det var behov av omedelbara konserveringsåtgärder. Professorn i folklivsforskning, Sigurd Erixon, besökte 1924 ödekyrkan och skrev till riksantikvarien att denna "befann sig i ett jämmerligt skick, som medför stora risker för skada. Den gamla kyrkodörren och en del andra inventarier lågo utkastade på marken i den taklösa kyrkan." Arkitekt Erik Fant, som 1930 ansvarade för en renovering av Hägerstads nya kyrka, gjorde upp ett förslag till restaurering av den gamla kyrkan, som på grund av ekonomiska problem emellertid aldrig kom att utföras. 
Inte förrän 1936-1939 kom en första restaurering till stånd. Förslag och ritningar utarbetades denna gång av professor Erik Lundberg. Kyrkans murar återuppfördes, det som var kvar av väggarnas kalkmålningar konserverades och ett helt nytt spåntak lades över långhuset.
En mer genomgripande renovering utfördes 1976-1981 under ledning av ingenjör Ture Jangvik i Linköping. Fönsteröppningarna återuppmurades med tegel och försågs med bågar innehållande akrylplast. Kyrkorummet erhöll nytt undertak av trä och nytt tegelgolv. En äldre ingång från väster liksom korportalen sattes igen och entré sker nu via sydväggen i långhusets bakre del. Utanför är en klockstapel uppsatt. Efter renoveringen återinvigdes kyrkan och brukas under sommarhalvåret för gudstjänster och musikevenemang.

## Inventarier
- Predikstolen som tillverkades 1681 och målades om 1774 förvaras numera i Historiska museet. Kvar i kyrkan finns predikstolens ljudtak.
- Gravhällar från kyrkoherdarna Canutus Danonis (1570-1638) och Elias Ambernis (1637-1692) gravar.
- Nummertavlor, som återbördats i samband med Erik Fants renovering av Hägerstads nya kyrka år 1930.